# Bowery Ballroom

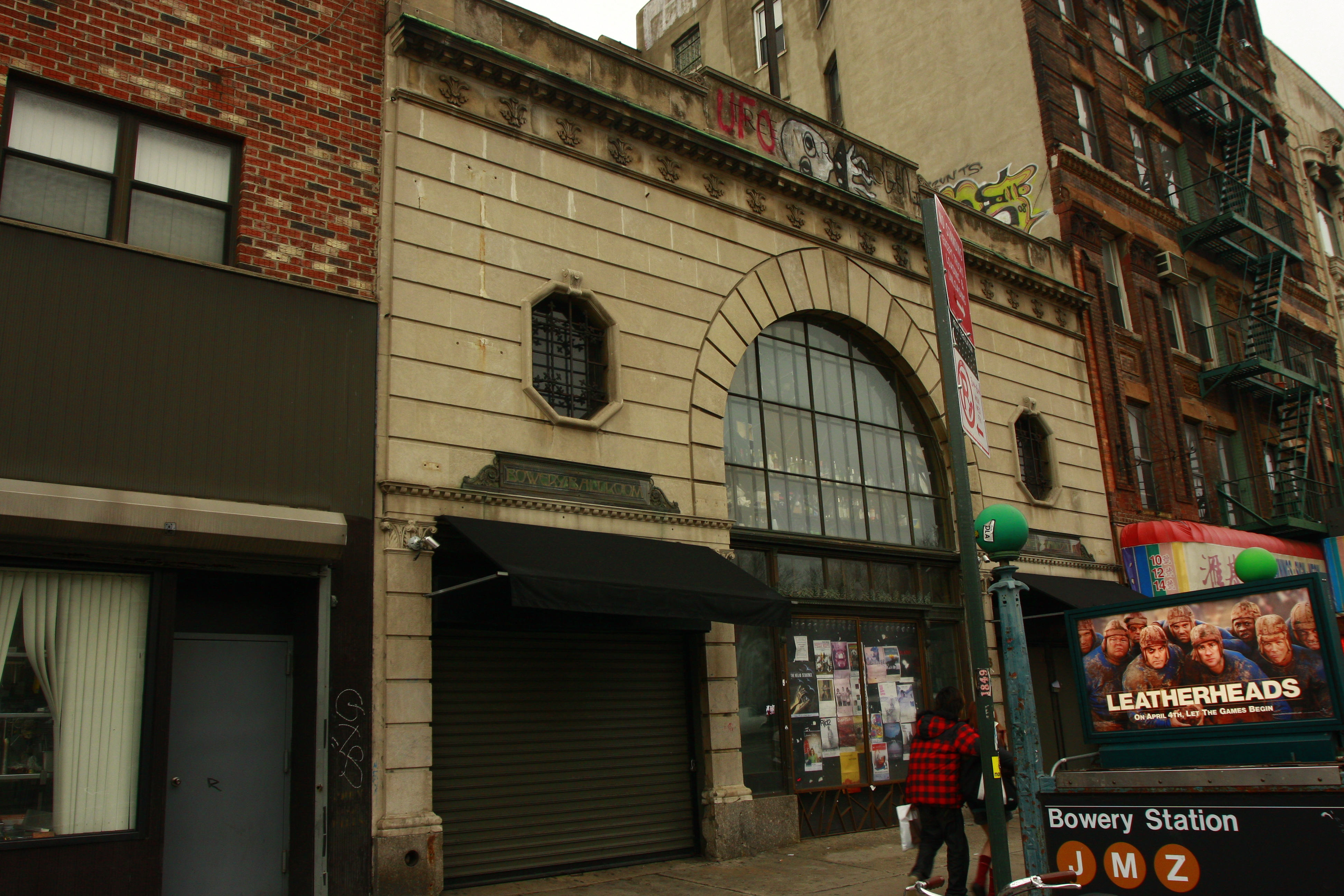
Bowery Ballroom, buitenzijde (2008)

De Bowery Ballroom is een concertzaal in de wijk Bowery in New York in de Verenigde Staten. Het gebouw werd op 6 Delancy Street gebouwd, vlak voor de beurskrach van 1929. Het stond leeg tot het einde van de Tweede Wereldoorlog, waarna het in gebruik werd genomen als winkelruimte. In 1997 werd het verbouwd tot een concertzaal met een capaciteit van 550 toeschouwers.
Precies voor de ingang van de Bowery Ballroom is het Bowery Station op Lijn J van de metro van New York.

## Culturele verwijzingen
Er is ten minste één album vernoemd naar de Bowery Ballroom, Joan Baez' Bowery Songs, dat daar live is opgenomen in november 2004.
De Bowery Ballroom figureert in de films Coyote Ugly uit 2000 en Nick and Norah's Infinite Playlist uit 2008.